# Куандык (село)
Куандык (каз. Қуандық) — село в Павлодарской области Казахстана. Находится в подчинении городской администрации Экибастуза. Входит в состав Сарыкамысского сельского округа. Код КАТО — 552251200.

## Население
В 1999 году население села составляло 103 человека (55 мужчин и 48 женщин). По данным переписи 2009 года, в селе проживало 129 человек (62 мужчины и 67 женщин).